# Kithironiscus paragamiani
Kithironiscus paragamiani är en kräftdjursart som beskrevs av Helmut Schmalfuss1995. Kithironiscus paragamiani ingår i släktet Kithironiscus och familjen Scleropactidae. Inga underarter finns listade i Catalogue of Life.